# Apatochernes nestoris
Apatochernes nestoris är en spindeldjursart som beskrevs av Beier 1962. Apatochernes nestoris ingår i släktet Apatochernes och familjen blindklokrypare. Inga underarter finns listade i Catalogue of Life.